# Myrioblephara lacteata
Myrioblephara lacteata är en fjärilsart som beskrevs av W. Warren 1907. Myrioblephara lacteata ingår i släktet Myrioblephara och familjen mätare. Inga underarter finns listade i Catalogue of Life.